# Arcadia (Indiana)
Pour les articles homonymes, voir Arcadia.
Arcadia est une municipalité américaine située dans le comté de Hamilton en Indiana.
Lors du recensement de 2010, sa population est de 1 666 habitants. La municipalité s'étend sur 0,56 mille carré (1,45 km2).
Fondée en 1849, la localité est nommée d'après la région grecque d'Arcadie.